# Labyrinthe de Porsenna

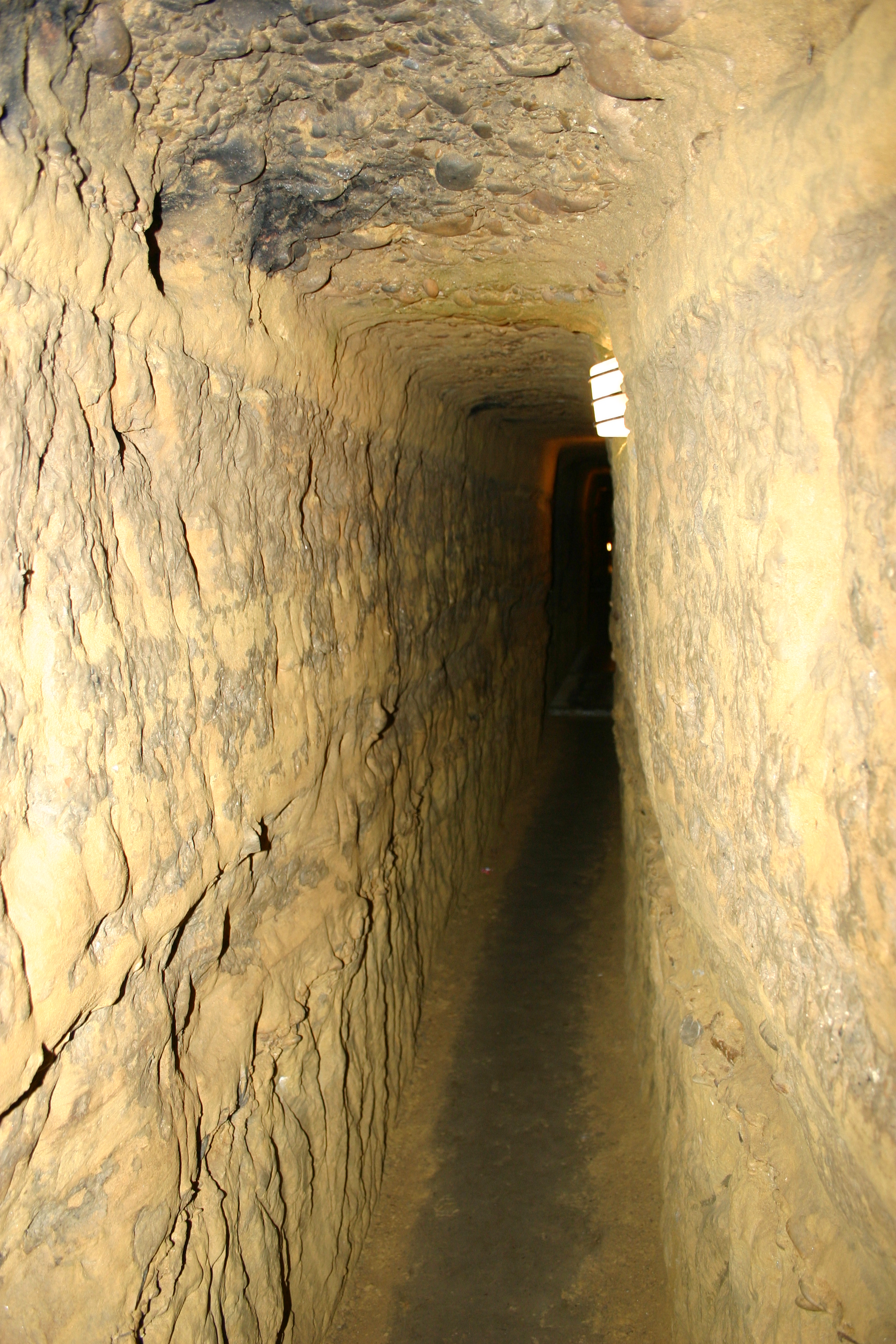
Le labyrinthe de Porsenna

Le Labyrinthe de Porsenna  (en italien, Labirinto di Porsenna) est constitué par une série de cuniculi souterrains creusés dans le tuf sous l'habitat de la vieille ville de Chiusi dans la Province de Sienne en Italie.

## Description
Les cuniculi se trouvent en particulier sous la place de la cathédrale et les proches édifices. L'accès aux lieux se fait depuis le musée de la cathédrale avec le même billet et appartient à la typologie du labyrinthe de type italique.

## Histoire
Selon Pline l'Ancien le labyrinthe faisait partie du monument (avec une base de 90 m de côté) qui constituait le tombeau de Porsenna, roi de Chiusi.
Il s'agit plus probablement d'un système d'approvisionnement hydrique creusé par les Étrusques à la  période archaïque et défini par erreur Labyrinthe de Porsenna  par les archéologues qui dans les années 1920 avaient trouvé les premières galeries. De fait les érudits pensaient se trouver en présence de l'un des quatre labyrinthes décrits par Pline.
L'ensemble est particulièrement vaste et ingénieux creusé dans le grès sur une profondeur d'environ 25 m maximum. 
Le système est composé d'un dense réseau de tunnels d'une largeur moyenne d'environ 1 m et d'autres de 2 m à 5 m parfois renforcés par des blocs de pierre. On y trouve des citernes et des petits bassins destinés à recueillir l'eau d'infiltration ou l'eau souterraine. 
Un cuniculus conduit à une citerne étrusco-romaine, appelée ainsi par son datage de l'époque romaine et par la méthode étrusque suivant laquelle elle a été construite. Cette citerne est couverte par une double voûte soutenue par un grand pilier central datant du Ier siècle av. J.-C. au-dessus duquel au XIIe siècle fut construite une tour de défense transformée par la suite en campanile de la cathédrale de Chiusi. 
Dans ces cuniculi, qui furent aussi utilisés comme décharges, ont été retrouvés divers objets parmi lesquels une partie des murs hellénistiques, romains et médiévaux (au sud) et sous l'abside du Dôme, les restes d'une luxueuse habitation privée de l'époque impériale. Le parcours est jalonné d'inscriptions et d'urnes en albâtre, marbre ou travertin, datables entre la fin du IVe  et début du  IIIe siècle av. J.-C.
Des cuniculi semblables peuvent être vus dans d'autres villes d'Italie centrale comme Pérouse, Orvieto et Todi.

## Le légendaire mausolée de Porsenna
Porsenna aurait été enterré avec un fabuleux trésor composé d'une sculpture en or représentant un char tiré par quatre chevaux, et d'un sarcophage en or ainsi qu'une poule avec 5 000 poussins en or également.
Pline l'Ancien dans sa Naturalis Historiae rapporte la nouvelle de M. Varrone sur l'existence d'un fabuleux Mausolée de Porsenna.

« Namque et Italicum dici convenit, quem fecit sibi Porsina, rex Etruriae, sepulchri causa, simul ut externorum regum vanitas quoque Italis superetur. Sed cum excedat omnia fabulositas, utemur ipsius M. Varronis in expositione ea verbis: Sepultus sub urbe Clusio, in quo loco monimentum reliquit lapide quadrato quadratum, singula latera pedum tricenum, alta quinquagenum. in qua basi quadrata intus labyrinthum inextricabile, quo si quis introierit sine glomere lini, exitum invenire nequeat. Supra id quadratum pyramides stant quinque, quattuor in angulis et in medio una, imae latae pedum quinum septuagenum, altae centenum quinquagenum, ita fastigatae, ut in summo orbis aeneus et petasus unus omnibus sit inpositus, ex quo pendeant exapta catenis tintinabula, quae vento agitata longe sonitus referant, ut Dodonae olim factum. Supra quem orbem quattuor pyramides insuper singulae stant altae pedum centenum. supra quas uno solo quinque pyramides. quarum altitudinem Varronem puduit adicere; fabulae Etruscae tradunt eandem fuisse quam totius operis ad eas, vesana dementia, quaesisse gloriam inpendio nulli profuturo, praeterea fatigasse regni vires, ut tamen laus maior artificis esset. »

— Pline l'Ancien, Naturalis historia, xxxvi.19.91-93.

« Le roi Porsenna gît enterré dans le sous sol de la ville de Clusium, sous un monument en pierre carrées large de 300 pieds et haut de 50 pieds. Les fondements rectangulaires et uniformes forment un inextricables labyrinthe duquel personne ne peut trouver la sortie sans un fil d'Ariane.
Sur ces fondements se lèvent cinq pyramides, quatre sur les angles et une au centre, Sur les sommets de celles-ci sont posés des disques en bronze desquels pendent des clochettes attachées à des chaînettes résonnant longuement à chaque souffle de vent. Sur le disque se lèvent quatre autres pyramides haute chacune de 100 pieds. Au-dessus de la série de quatre pyramides s'élèvent 5 autres pyramides dont Varron ne précise pas la hauteur. Les fables étrusques rapportent que leur hauteur était la même que celle de la totalité de l'édifice et que le fait d'avoir recherché la gloire avec une telle folie ne profita à personne. En outre elle provoqua l'affaiblissement du royaume au seul profit de la majeure gloire de l'auteur. »

— Textes de Varron,.